# 五辛
五辛，又稱為葷菜、五葷，是指五種具「辛味」的野菜：大蒜、薤/小根蒜、蔥、韭菜、興渠（梵語：हिङ्गु，羅馬化：hiṅgu，中藥稱「阿魏」，非中原、江南的原生植物，在古代一度誤傳成蕓薹、油菜、香菜或求求羅香），合稱五葷或五辛。在現代，有人擴充解釋為任何一種含有大蒜素的葱科植物（如洋蔥等）。
大蒜等五辛原是印度婆羅門的飲食禁忌，佛教、道教因食用大蒜會口氣重，惱人心緒，礙人修行，設下律制，禁止僧、道食用。

## 词语释意
“葷菜”在現代泛指肉類或含有辛辣刺激味道的食品。在佛教中，肉類食品对应於“腥”，葷謂臭氣，葷菜只指有臭氣的蔬菜，即“五辛”。所謂「葷腥」或“肉葷”是佛教中對於肉類食品和五辛的合稱。

## 歷史
禁食五辛源自於古印度婆羅門的飲食禁忌，食用蔥、蒜的主要是达利特。
佛教的《律藏》則記載释迦牟尼說法時，有比丘食蒜不來聽法，怕害熏諸梵行人。佛陀於是對僧伽設下律制，禁止噉蒜。在《根本說一切有部律雜事》中，將食葱、韭類也算入食蒜而禁止。若因病須服用，則不在禁止對象之列。
《楞嚴經》稱仙人、天人喜歡潔凈，人食五辛後不肯接近。且「五辛熟食會引發情慾，生啖容易動怒」，這句話可能取自《大毘婆沙論》「欲貪煩惱就像吃興渠，瞋恚煩惱有如食辛辣」。
《本草綱目》記載有在農曆元旦食五辛（五辛盤）以辟癘氣、瘟疫的習俗，並以五辛為「韭、薤、蔥、蒜、薑」。《荊楚歲時記》則以五辛為「大蒜、小蒜（薤或小根蒜）、韭菜、蕓薹、胡荽（香菜）」。

## 佛教五辛
「五辛」之說出自《梵網經心地戒品》等，謂此五辛為“大蒜、革葱（薤菜，革葱又作茖葱）、慈葱（葱）、蘭葱（一說小蒜，一說韭菜）、興蕖（阿魏）”，《菩薩戒義疏》舉出舊說為「蒜、葱、興蕖、韮、薤」。《楞伽經》稱：“葱、韮、蒜”（或加：薤）。《翻譯名義集》舉出：大蒜（梵 laśuna、巴 lasuṇa）、蔥（梵 latārka）、韭（梵 gṛñjana）、小根蒜（梵 palāṇḍu）。十誦律記載興渠（梵 hiṅgu）為五種樹膠藥之一，印度傳統醫學阿育吠陀亦載興渠為藥用，古代取阿魏分泌的膠脂來用，內服或外敷或作香料。
上述有提到的植物學名:
- 大蒜
- 薤
- 小根蒜（Allium macrostemon）
- 蔥
- 韭菜
- 茖葱

這些植物在生物學上，全部都屬於蔥属植物，它們被食用後在身體產生的，佛教在意的副作用，都是來自於其中的大蒜素。其他在現代飲食常食用的蔥科植物有洋蔥、紅蔥頭、蝦夷蔥、韭蔥等，其中的洋蔥跟蔥的親緣非常近，同屬洋蔥亞屬，味道和氣味相似，並且兩者之間能產生雜交種-黃蔥。
- 興渠，又名阿魏（Ferula assafoetida）

阿魏的揮發油成分富含各種有機硫化物，如二烯丙基二硫，大蒜素分解後也會有二烯丙基二硫，這些有機硫化物導致它有濃烈的蔥科植物氣味、食用後的副作用和蔥科植物相近。

## 道教五辛
- 《爾雅翼》謂，“西方以大蒜、小蒜、興渠、慈蒜、茖蔥爲五葷，道家以韭、蒜、蕓薹、胡荽、薤爲五葷。 ”即道教五葷為韭、蒜、蕓薹、胡荽、薤。
- 《本草綱目》謂「鍊形家以小蒜、大蒜、韭、芸苔、胡荽為五葷。」，鍊形家為道教修煉身形之術。
- 王契真《上清靈寶大法》引《玄都定罪律太極科》則指五辛為「生蔥，韭，大蒜，小蒜，葫荽」，又說此外凡薤蕌似蔥之類，皆勿食也。

蕓薹為現在蕓薹属蔬菜（种子辛辣，现代用作芥末），胡荽為香菜。若按贊寧、慧琳等人之說，胡荽、蕓薹皆為誤傳，應當都是興渠。
另外，正一教道士忌食數種肉，《上清靈寶大法》有言；「天厭雁、地厭犬、水厭鯉、鱔、龜、鱉。」雁、狗、鯉、鱔、龜、鱉等肉，號稱「三厭」（三官所厭）。據說只要喫了，即會為上天所忌諱，法力就會消失。全真教道士的戒律則要求素食。

## 禁食的原因
上#历史章节已阐述清楚：为防熏同道人。至于提高性欲，似乎是比喻手法造成的误传。